# 辻岡通
辻岡 通（つじおか とおる、1886年 - 1955年）は、日本の建築家。台湾総督府を経て、建築設計事務所を東京に構えていたが、地元福井市内でも設計活動を継続していたとみられる。福井市の出身。

## 略歴
1908年、名古屋高等工業学校（現名古屋工業大学）卒業。建築科の第一期生である。
作品については記録の詳細は詳らかではないが、主要作品として東京都にあったI邸（1936年頃、旧名：市橋医院）、福井市役所三代目庁舎や公会堂（1933年、現存せず）、福井銀行本店（1936年竣工）福井城三の丸跡に立地する旧福井信託銀行（現三井住友信託銀行福井支店、1934年）が確認されている。とくに信託銀行は装飾を抑えた直線的デザインが特徴で多くの近代建築が倒壊した1948年の福井地震でも被災を免れたという歴史とともに、貴重な作品として評価がなされている。